# TrackMania (jeu vidéo, 2003)
Vous lisez un « bon article » labellisé en 2018.  Il fait partie d'un « bon thème ».
Pour la série, voir TrackMania. Pour le jeu Wii, voir TrackMania (jeu vidéo, 2010). Pour le jeu de 2020, voir TrackMania.
TrackMania (TM) est un jeu de course développé par Nadeo et édité par Focus Home Interactive en France le 21 novembre 2003 sur PC, au Royaume-Uni le 28 novembre 2003, puis en 2004 dans le reste du monde. Le jeu offre une approche atypique par rapport aux créations du même genre au moment de sa sortie, de par son gameplay simple orienté arcade, son éditeur de niveau et la facilité de partager les créations, et l'intérêt de son mode multijoueur.
TrackMania est assez moyennement accueilli par la presse spécialisée malgré de bonnes notes parfois, déconcertée par son gameplay simpliste axé arcade allant à contre-courant des productions du moment, lui reprochant l'absence de collisions avec les concurrents, le minimalisme de la simulation, la petitesse des pistes sur lesquelles un seul tour est possible. Nombreuses sont les critiques qui relèvent un jeu d'entrée de gamme, cependant très addictif. À l'unanimité, ils trouvent le jeu « fun », mais ont du mal à voir le potentiel de cet hybride entre course très courte et jeu de construction de circuits, alors que quelques-uns d'entre-eux entrevoient la qualité du concept et un possible intérêt, notamment en multijoueur.
Le jeu connait une extension appelée TrackMania: Power Up! qui sort en mai 2004, rajoutant en particulier un nouveau mode de jeu. Le jeu est également réédité sous la forme d'un remaster publié en octobre 2005 sous le titre TrackMania Original, utilisant le moteur graphique de la suite TrackMania Sunrise et les nouveautés de celle-ci. TrackMania donne naissance à une communauté de joueurs en ligne importante et une série très prolifique comptant de nombreuses suites.

## Système de jeu

### Généralités
TrackMania est un jeu de course affiché dans une vue à la troisième personne au gameplay simpliste très orienté arcade, et atypique. Le jeu centré sur la conduite, très éloigné des simulations complexes et réalistes, ne propose que quatre boutons : l'accélérateur, le frein et la direction droite et gauche. Il n'intègre pas de changement de vitesse manuel, pas de frein à main, pas de gestion des dégâts, pas de collision contre les concurrents (les voitures se traversent comme des fantômes), pas de surchauffe du moteur, ni de paramétrage de la mécanique,. Lors de chaque tentative, un véhicule fictif « fantôme » de couleur gris clair, pouvant être traversé sans choc, matérialise le trajet de la meilleure course du joueur,. Si les véhicules peuvent présenter des capots, des portes ou encore le hayon arrière qui s'entrebâillent, ceci n'a aucune influence sur leurs performances,. La conduite propose cependant quelques subtilités, comme ralentir juste avant une descente pour profiter de l'effet d'accélération,.
Le joueur participe à des courses qui se déroulent sur des circuits ou des pistes sur lesquels il doit rallier l'arrivée en passant parfois par des checkpoints. Les courses sont chronométrées et les meilleurs temps sont récompensés d'une médaille de bronze, d'argent, d'or ou de la médaille Nadeo. Les temps de référence sont prédéfinis. Chaque médaille de bronze débloque la piste suivante. Chaque distinction permet au joueur de gagner des coppers, une monnaie virtuelle, qu'il peut utiliser pour acheter des blocs dans l'éditeur de niveau,,. Le chronomètre est affiché en permanence. Lors du passage à chaque checkpoint, le chrono affiche le temps de la partie en cours, plus précisément le retard ou l'avance par rapport au meilleur temps. Un bouton supplémentaire permet de relancer la partie depuis le dernier checkpoint. Le concept de TrackMania impose une grande part de méthode essai-erreur, afin de découvrir et maitriser les particularités de chaque piste. TrackMania prend en charge trois types de contrôleurs de jeu : le clavier, la manette et le volant. Le joueur peut enregistrer un pseudo.

### Environnements
| Décor typique de l'Arizona, de couleur rouge. |  | Voiture de couleur orange, vue depuis l'arrière. |
| (Panorama de Monument Valley à gauche, et Ford Escort RS 2000 à droite). L'univers appelé désert propose une voiture américaine de type muscle car ressemblant à une Ford Escort, très rapide mais difficile à manœuvrer. |  |                                                  |

| Route bitumée dans une fôret. |  | Voiture de rallye blanche. |
| (Route forestière à gauche, et Renault 5 Turbo à droite). L'environnement campagne offre une petite voiture nerveuse ressemblant à une Renault 5 Turbo. |  |                            |

| Route de campagne recouverte par la neige. |  | pick-up de couleur blanche. |
| (Route enneigée à gauche, et pick-up Toyota à droite). L'univers appelé neige offre des routes enneigées et des pistes en bois placées en hauteur, avec un pick-up très lent mais maniable. |  |                             |

Le jeu ne propose qu'une seule voiture pour chacun des trois environnements disponibles : le désert, le rallye et la neige. Chacune de ces trois voitures possède son propre comportement et nécessite un style de conduite spécifique. Si ces trois véhicules ne possèdent aucun paramètre réglable influant sur leur comportement, le joueur peut tout de même en modifier l'apparence en changeant de skin, ce qui permet d'afficher différentes couleurs, motifs ou dessins,.
La voiture américaine de type muscle car, dans l'univers du désert, très rapide mais difficile à manœuvrer, est un bon compromis entre prise en main et cascades. Cependant, ses suspensions assez dures provoquent régulièrement des écarts en fonction de la physionomie de la piste. La petite voiture nerveuse dans l'environnement rallye ressemble à une Renault 5 Turbo et atteint rapidement des vitesses élevées dans la campagne. C'est la voiture la plus rapide mais la plus difficile à maitriser. Le pick-up japonais est peu rapide mais doté d'une bonne adhérence sur les routes enneigées, lui conférant une bonne direction,,.
L'univers de la montagne présente des décors enneigés avec une piste recouverte d'une sorte de plancher de bois, qui compte quelques plaques de verglas. Les blocs de route placés au sol bénéficient de glissières constituées par des éléments du décor qui évitent au joueur de sortir de la piste, alors que les blocs placés en l'air n'offrent pas de sécurité, bien qu'ils atteignent parfois des hauteurs importantes. Le désert ressemble à un paysage de l'Arizona sous un soleil radieux. Il compte des crevasses dignes des plus grands canyons, parsemées de nombreux cactus, où des routes et constructions diverses prennent place. Le rallye est un environnement plus classique que les deux premiers pour un jeu de course. Ce milieu verdoyant comporte des chemins en terre et des routes pavées, des chicanes en bois ainsi que des ponts en bois.

### Éditeur de niveau
Le jeu intègre un éditeur de niveau très simplifié, qui fonctionne sur un système de quadrillage et de cases. Il se présente sous la forme d'une fenêtre d'édition dans laquelle le joueur place des blocs. Un bloc, représentant une case, est juxtaposé à d'autres et s'emboite à ceux-ci pour former une piste. L'éditeur propose différents types de blocs classés par thèmes, une soixantaine par environnement. On y trouve des lignes droites, des montées, des tremplins, des checkpoints, des blocs accélérateurs, des virages relevés, ou serrés, des pentes, des trous ou des obstacles, des loopings, des tunnels, des ponts, etc. Les trois environnements sont logiquement disponibles, avec des blocs d'éléments de décors,,,. Le nombre de blocs est au départ limité et le joueur peut en débloquer progressivement grâce à l'obtention de coppers. L'interface présente un panel de fonctions permettant au joueur de modifier sa création, comme tourner la caméra, élever, baisser, placer, faire tourner ou encore gommer un élément. Le joueur peut à tout moment tester sa création et décider des temps de référence avant de concourir sur la piste créée.

### Solo
En solo, TrackMania propose deux modes de jeu, course et puzzle, ainsi qu'un éditeur permettant au joueur de créer ses propres niveaux.
Le mode « course » propose une cinquantaine de pistes ou circuits pré-construits, en nombre égal pour chacun des trois environnements. Le mode « puzzle » comporte une cinquantaine de pistes incomplètes, le choix étant laissé au joueur de placer les blocs les plus adaptés pour réaliser le meilleur temps. Le joueur bénéficie pour cela des outils de l'éditeur et de certains blocs en nombre limité.
L'extension TrackMania: Power Up! rajoute le mode « survie ». Le joueur est confronté à des véhicules dirigés par l'intelligence artificielle. Lors de chaque course, le plus mauvais temps est éliminé. Le joueur doit donc éliminer un adversaire à chaque tour, sinon il recommence la série depuis le début. TrackMania Original, le remaster du jeu avec le moteur de sa suite, TrackMania Sunrise, bénéficie de tous les modes de jeu et fonctionnalités de ce dernier.
Le remaster TrackMania Original rajoute deux nouveaux modes de jeux issus de la suite TrackMania Sunrise et son extension Sunrise Extreme : « plate-forme » et « stunts ». Dans le premier, le joueur doit terminer un niveau en un minimum de tentatives. Dans le second, le joueur doit faire un maximum de figures sur chaque circuit en utilisant le décor. Chaque demi-tour, vrille, tonneau ou saut périlleux rapporte des points. Il doit cependant atteindre la ligne d'arrivée le plus tôt possible, sinon une pénalité fait baisser le score,,.

### Multijoueur
Le jeu multijoueur peut s'effectuer en hotseat sur le même PC, ou en réseau local. Le jeu en ligne est également possible. Les serveurs dédiés de Nadeo permettent jusqu'à quinze joueurs de s'affronter en simultanée sur une même course. Un système de classement distingue les meilleurs pilotes. Les joueurs peuvent jouer en ligne sur les pistes officielles ou sur les circuits créés par la communauté. L'intérêt de TrackMania réside aussi dans la possibilité de partager en ligne les créations de pistes, les replays, les temps de course et les skins créés.
En hotseat, TrackMania permet jusqu'à huit joueurs de s'affronter à tour de rôle sur le même ordinateur et sur la même piste en jouant à deux modes de jeu. Le mode « par tour » consiste à réaliser le meilleur temps en un nombre de tour défini en début de partie par les joueurs. Chaque joueur joue un tour l'un après l'autre puis le jeu demande au joueur ayant réalisé le plus mauvais temps de retenter sa chance jusqu'à ce qu'il améliore éventuellement son temps. Le jeu propose alors au nouveau dernier joueur de rentrer dans le jeu et ainsi de suite,. Dans le mode « contre la montre », le joueur doit réaliser le meilleur temps dans un temps imparti. Un premier tour est joué à tour de rôle, puis le dernier joueur du classement tente d'améliorer son temps pour gagner une place. Lorsqu'il y arrive, il passe la main pour laisser le nouveau dernier jouer. Cependant, chaque joueur possède une jauge lui imposant une limite de temps pour faire un meilleur chrono. Si elle se vide complètement, le joueur est éliminé, puis le nouveau dernier prend la main et ainsi de suite.
TrackMania permet trois modes de jeux en LAN et en ligne : « par tour », en « équipe » et « contre la montre ». Ces modes offrent des défis basés sur des limites de points ou sur un chrono. Dans le premier mode, des points sont cumulés en franchissant la ligne d'arrivée avant les concurrents. Dans le second, le système de jeu est identique et les points sont cumulés par équipe. Le dernier mode est identique au mode solo mais tous les joueurs sont en compétition en même temps sur une même carte. Ce n'est pas une course avec un départ simultané car chaque joueur peut recommencer à tout moment.

## Développement

### Genèse de Nadeo

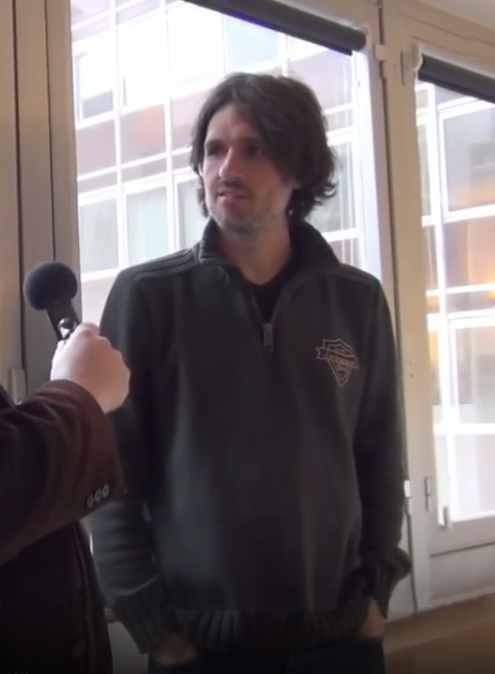
Florent Castelnérac, directeur de Nadeo (photo de 2013).

TrackMania est développé par l'entreprise française Nadeo, fondée en 2000 par Pascal Hérold, lui-même fondateur de Duran Duboi, et Florent Castelnérac. C'est un passionné du jeu vidéo, qui comprend sur le tard qu'il veut en faire son métier. Il trouve un premier stage chez Delphine Software, puis chez Duran Duboi, où il fait même embaucher certains des anciens camarades de son école. Pourtant au départ, l'entreprise n'est pas spécialisée dans la production de jeux vidéo. Duran Duboi et ses équipes créent principalement des outils permettant de réaliser des effets spéciaux, notamment pour le cinéma. Dans le but de créer des films d'animation, l'entreprise développe une technologie permettant de créer des images de jeux vidéo. Castelnérac est embauché pour réaliser cette tâche et pour lui, Duran Duboi « doit donc aussi faire un jeu vidéo ». Il dévoile plus tard que la réalisation d'un jeu vidéo est même une contre-partie à son embauche et le développement de ce moteur de jeu. Selon certaines rumeurs, Duran Duboi est également poussé vers le jeu vidéo par Hérold, un passionné de voile, qui impose le développement d'un jeu sur ce thème, Virtual Skipper qui sort en 2000. Une partie de l'équipe qui développe TrackMania est issue de celle qui participe à la réalisation de ce jeu et sa suite Virtual Skipper 2 chez Duran Duboi. TrackMania (et Virtual Skipper 3) sont les premiers jeux entièrement développés par Nadeo.

### Genèse deTrackMania
Avant la création de TrackMania, en 2001, Nadeo travaille sur Cyberdrive, un premier projet de jeu de course de moto intégrant une fonctionnalité de construction de circuit, qui ne voit jamais le jour,. D'autre part, Nadeo développe des éditeurs de niveaux pour l'autre jeu qu'elle est également en train de développer, Virtual Skipper 3, c'est donc tout naturellement que l'entreprise persiste dans cette direction. L'équipe réalise d'abord ce prototype de jeu de conduite pure avec un éditeur de niveau original et cet aspect semble alors le plus intéressant.
Une équipe de huit personnes commence à travailler sur le projet TrackMania au premier trimestre 2002, essentiellement des développeurs, dont les amis de Castelnérac Damien Quilot, Jean-Sébastien Luce, Xavier Bouchoux, et quelques stagiaires,. À cette époque, Nadeo n'a « pas d'argent » et seulement « une petite idée de ce que devrait être ce jeu ». Le concept global n'est pas établi, mais Nadeo sait qu'elle veut réaliser un jeu de course quelconque. L'objectif de l'équipe est de proposer un jeu le plus tôt possible. Celle-ci ne compte pas d'artiste graphique et développe d'abord un moteur physique et de rendu. Ce manque de spécialistes dans ce domaine provoque même au départ des complexes par rapport à sa capacité à créer du contenu. Elle axe donc son travail sur la création d'outils plutôt que sur l'artistique, ce qui lui permet dès le début du développement de construire des circuits et faire rouler des véhicules dessus,. L'équipe considère alors que l'aspect le plus intéressant sont les outils. Castelnérac demande alors aux développeurs de marier ce moteur physique appelé Gamebox et ces outils de construction dans un mode de jeu attractif, qui devient par la suite le mode puzzle du jeu,. Il demande donc à Olivier Torreilles dès sa toute récente embauche, de combiner le côté puzzle et la conduite. Cinq mois après, celui-ci, qui devient donc concepteur et programmeur chez Nadeo, a l'idée du mode puzzle et développe le premier vrai prototype de TrackMania en axant le jeu sur le fun et la simplicité,. À ce moment-là, Castelnérac n'est pas totalement persuadé par ce concept, mais c'est la direction que va prendre le projet.
Le concept de l'éditeur de niveau de TrackMania, avec ses circuits modulables sur lesquels peuvent rouler des voitures, est issu du jouet. Castelnérac évoque en exemple les circuits et voitures du même type que la marque Hot Wheels, que plusieurs membres de l'équipe possédaient durant leur jeunesse. Il déclare à ce sujet : « vous pouvez construire des pistes courtes ou longues, des pistes de course libre, […] vous jouez comme vous le voulez ». TrackMania est également souvent comparé au jeu de voiture et de construction de circuit électrique routier de la marque Scalextric. L'équipe veut donc en réaliser une version virtuelle. Bien que Castelnérac révèle avoir joué à Stunt Car Racer durant sa jeunesse, un jeu sorti en 1989 qui permet aussi la construction de circuits, il précise que le concept de TrackMania est venu par la force des choses. Le jeu est le résultat de la capacité de l'équipe à produire des outils efficaces, sans vraiment savoir quel jeu faire, en ne conservant que l'essentiel pour arriver à un concept de gameplay très minimaliste et très orienté arcade. La première version de TrackMania se concentre cependant moins sur l'aspect des outils et plus sur l'aspect puzzle. L'équipe veut que l'éditeur de piste soit réellement intégré au jeu, plutôt que seulement utilisé par les meilleurs joueurs ou fans comme sur la plupart des jeux. Elle estime que les conditions pour y parvenir sont sa simplicité de fonctionnement et son intégration directement au gameplay, plutôt que de le proposer en parallèle ou après l'utilisation d'un mode solo jusqu'à son paroxysme.

« Au tout début du développement, un jour j'ai tilté, je me suis dit : c'est énorme, beaucoup plus qu'un simple jeu. »

— Florent Castelnérac
Pour Castelnérac, le gameplay de TrackMania est un équilibre entre la simplicité du style arcade, le réalisme de la physique du jeu et l'immersion. Même s'il ne peut présumer à ce moment-là du succès planétaire de la série quelques années plus tard, Castelnérac comprend dès le début du développement que l'équipe est en train de créer quelque chose de différent.
TrackMania prend une tout autre direction un an avant sa sortie, lorsque Castelnérac teste le jeu dans sa famille. Celle-ci n'est pas attirée par l'aspect puzzle mais apprécie simplement de réaliser le meilleur temps et plus précisément de battre le record des autres joueurs. De ce feedback, l'équipe décide que le jeu doit être multijoueur, mais conserve tout de même l'aspect puzzle.
Castelnérac explique : « la première chose était de décider de faire un jeu multijoueur avant de nous demander comment nous allions le faire ». TrackMania est multijoueur, mais il n'y a pas de collision entre les véhicules concurrents. L'équipe ne se pose pas la question de la collision. Elle développe simplement l'aspect multijoueur, puis constate que l'absence de collision ne réduit pas l'expérience de jeu en multijoueur et conserve donc ce choix. Le processus a été « tout simplement naturel ».

« TrackMania, c'est sans collision, comme Gran Turismo, c'est sans construction de circuits. »

— Florent Castelnérac
Le titre TrackMania est tout simplement décidé après une après-midi de travail entre Castelnérac, Olivier Torreilles et Xavier Bouchoux.

### Influences issues d'autres jeux
Pour développer TrackMania, Nadeo s'appuie sur cinq titres dont certains ont marqué l'histoire du jeu vidéo : SimCity, Stunt Car Racer, Lemmings, Super Monkey Ball et Quake.

#### SimCity
Durant sa jeunesse, Castelnérac est un très grand fan des jeux de construction Lego, et c'est tout naturellement qu'il passe des heures sur le jeu SimCity qui lui permet de construire ce qu'il désire. Si les différents blocs proposés par ce jeu ne sont pas très beaux de l'avis de Castelnérac, l'assemblage final forme une vraie ville plutôt qu'un amas de blocs. De plus, Castelnérac considère que la clef du succès du jeu est la simplicité de son utilisation, qui n'implique qu'« un minimum de bidouillage » pour parvenir à une piste jouable. C'est un aspect que l'équipe tient à appliquer au gameplay de l'éditeur de niveau pour que ce dernier ne soit pas une extension pour modérateurs. Pour réaliser l'interface de TrackMania, l'équipe se base directement sur celle de SimCity et d'autres jeux de construction.
Castelnérac juge un aspect important qu'il nomme « facteur de forme libre » (« free-form factor »). Le jeu doit proposer à l'utilisateur une liberté totale de créativité, selon des règles pourtant préétablies. Pour lui, l'efficacité de SimCity réside donc dans la possibilité de ne pas suivre un modèle unique pour construire la ville et il estime que toute inspiration est bonne à suivre, tant que les créations ont un minimum de sens.
Castelnérac établit un parallèle entre SimCity et l'aspect multijoueur de TrackMania et sa communauté. Dans le jeu de gestion, dès lors que la ville est créée et qu'elle comporte ses premières zones résidentielles, une centrale électrique, quelques zones commerciales et industrielles, des habitants apparaissent. Dans le jeu de course, dès que les joueurs partagent les pistes qu'ils ont créées, des joueurs du monde entier viennent sur le serveur de jeu.

#### Stunt Car Racer
TrackMania prend aussi pour modèle Stunt Car Racer. Ce jeu est l'un des premiers en 3D, avec des titres tels que Indianapolis 500 et Hard Drivin'. Il intègre déjà des circuits irréalistes ressemblant à des montagnes russes. Castelnérac y a également joué durant sa jeunesse sur son Amiga 500. Il estime que le point important est l'immersion procurée par l'univers en trois dimensions, confortée par la qualité du moteur physique, qu'il décrit sur ce jeu de « simple mais efficace et amusant ». Si les véhicules réagissent selon lui à chaque bosse de la piste, la physique du jeu cantonne le joueur sur le circuit, alors que TrackMania offre un monde plus vaste à explorer. En effet, dans TrackMania, si le joueur sort de piste, il peut recommencer sa course ou bien la continuer pour parcourir des zones annexes du décor, ce qui devient sur certains circuits un élément essentiel du gameplay.
Pour Castelnérac, l'attrait pour Stunt Car Racer réside aussi dans le fait que cette course futuriste se déroule dans un décor qui peut sembler réaliste. Selon lui, une course irréaliste dans un décor futuriste aurait perdu de son intérêt, alors que « le contraste entre une mise en scène réaliste et une action excessive [ou] extrême est une bonne recette » pour obtenir un divertissement.

#### Lemmings
Selon l'équipe, TrackMania prend également racine dans Lemmings, un jeu dans lequel le joueur doit en temps réel trouver des solutions pour sauver ses Lemmings. À l'instar de ce jeu, l'aspect construction de TrackMania demande la même part d'essai-erreur pour parvenir à un bon résultat. L'équipe considère aussi qu'un autre parallèle peut être fait avec Lemmings : l'originalité du concept du jeu au moment de sa sortie. Si TrackMania « ne peut prétendre avoir le même niveau d'originalité », il présente une approche atypique du jeu de course lors de sa sortie.

#### Super Monkey Ball
L'équipe dévoile que le TrackMania est inspiré de certains jeux d'arcade classiques, notamment Super Monkey Ball. Elle décrit ce dernier comme un jeu aux contrôles simples (seulement un joystick), aux objectifs simples (atteindre la fin de chaque niveau), avec un système de score simple, ainsi qu'une progression simple avec le passage de niveau en niveau. Le jeu ne comporte également aucun réglage, pas de bonus, pas de cinématique et un seul type de véhicule. Tous ces éléments procurent une courbe d'apprentissage linéaire, le joueur s'améliorant de tentative en tentative. Le jeu propose cependant des défis difficiles requérant précision et concentration.
Tous les éléments sont donc transposés dans TrackMania, que l'équipe dote de contrôles basiques (quatre boutons, accélération, freinage et directions), d'objectifs simples (rallier l'arrivée en passant par les checkpoints) et un système de temps simple pour définir les scores. L'équipe évite délibérément d'implémenter des systèmes de frein à main, de réglages de suspension propres à chaque roues, de boites de vitesses manuelles, attributs des simulations pointues. Le jeu est entièrement pensé pour être utilisé au clavier, puis par la suite, la prise en charge de la souris est rajoutée. TrackMania est donc un jeu d'arcade qui puise son inspiration dans le genre, axé sur la maitrise de la conduite. Le jeu évite pourtant certains éléments récurrents comme les booster de vitesse, les armes, ou les collisions. Selon l'équipe, ce genre de bonus ou d'incidents de course modifient trop « injustement » les résultats de la partie.
Super Monkey Ball influence également la création des pistes. Elles sont, comme dans leur modèle, assez déformées, irréalistes ou « loufoques », avec des loopings ou des sauts importants à effectuer. L'équipe s'aperçoit aussi qu'il est plus intéressant de partir sur une piste linéaire d'un point A vers un point B que de tourner sur un anneau.

#### Quake
TrackMania puise également certains aspects de son gameplay dans le jeu Quake.

#### Stunts
Lors d'un « journal de développeur » (en anglais designer Diary ou developer Diary, article écrit pas un des membres de l'équipe), réalisé en cinq épisodes pour le site spécialisé dans le jeu vidéo GameSpot, Nadeo rappelle que le jeu intitulé Stunts (également connu sous le titre 4D Sports Driving) est l'un des premiers jeux vidéo de l'histoire à proposer le concept de la construction de pistes de course de voiture. Beaucoup de joueurs voient dans Stunts le précurseur de TrackMania. Certains observateurs comme le site spécialisé dans le jeu vidéo Gamekult affirment même que ce dernier est bien inspiré de Stunts,,. Pourtant, l'équipe dévoile qu'elle ne s'est « jamais vraiment inspiré[e] de ce jeu ». De rajouter que si certaines similitudes sont évidentes, elles « sont principalement dues à un processus qui a mené à trouver les mêmes solutions pour les mêmes problèmes ». Pour l'équipe, la philosophie de jeu est cependant différente. TrackMania, avec son absence de collision, est axé sur la course pure, alors que Stunts est lui centré sur la conduite réelle avec des collisions. Nadeo a donc cherché à développer simplement le concept de la course, plutôt que celui de la conduite.

### Conception des environnements
Desert est le premier environnement jamais créé par Nadeo. Pour des raisons techniques, mais aussi par choix éditorial, l'équipe décide d'adopter un style visuel très réaliste. Elle estime que ce choix rend l'environnement plus mature et plus enclin à plaire, en contraste avec la fantaisie des pistes. La voiture dotée de suspensions à ressorts, qui penchent sur deux roues dans les virages est justement conçue pour renforcer l'aspect conduite fantaisiste et l'opposition avec le réalisme des graphismes.
« Rally » est créé afin d'apporter de la variété au jeu, après la création de Desert. Nadeo impose à ce véhicule un comportement différent afin d'éviter la lassitude du joueur. Pour être en accord avec l'univers et la conduite du rallye automobile, l'équipe crée un véhicule maitrisant les dérapages et la prise des virages, sur des pistes aux revêtements variés et parsemées d'obstacles. L'équipe choisit délibérément de créer des visuels plus riches.
Pour l'environnement Neige, l'équipe crée une conduite très arcade grâce à un véhicule à la maniabilité très élevée et qui ne dérape que très peu. L'aspect très aérien des pistes pousse également Nadeo à créer ce véhicule très maniable.

### Visuels

Nadeo développe et teste le jeu sur quatre PC de générations différentes, afin de s'assurer de l'affichage des graphismes à un framerate constant, même pour les plus basses configurations.

L'équipe choisit de marier son moteur de jeu avec le concept de construction dans un jeu de course, mais elle sait qu'elle ne peut lutter avec les jeux de la concurrence dans ce genre,. Nadeo axe donc le développement sur le fun et le plaisir de jeu, le dépouillant de tout le superflu, notamment des graphismes. Ces derniers sont quasiment tous créés par François-Xavier Delmotte, un graphiste qui rentre chez Nadeo en mars 2003.
Florent Castelnérac qualifie le développement sur PC de « cauchemar ». Pour lui, un framerate solide est l'une des clés dans ce genre de jeu, permettant au joueur de prendre du plaisir. Le but de l'équipe est donc de garder un framerate constant, ceci sur un grand nombre de configurations. Afin d'arriver à ce résultat, le jeu est testé sur quatre PC différents, de quatre générations différentes, utilisant par exemple quatre versions différentes de Direct X (6 à 9), et respectivement le Transform, clipping, and lighting ou non, le pixel shaders ou les dernières versions de cette fonctionnalité (à ce moment-là). Le moteur de jeu, développé depuis près de trois années, est en réalité composé de quatre moteurs graphiques fonctionnant avec quatre versions différentes de Direct X.
Par ailleurs, le logo du jeu, qui devient par la suite celui de la franchise TrackMania, est conçu par François Alaux (directeur créatif chez Nadeo).

### Stratégie et écoute de la communauté
TrackMania est un jeu vidéo atypique par les choix d'un gameplay simple, son aspect puzzle et l'implication de sa communauté. En effet, ces aspects dénotant des autres jeux du genre résultent de Nadeo et de son statut de développeur indépendant. L'entreprise ne suit pas les mêmes processus de production que les grosses entreprises de l'édition du jeu vidéo. Nadeo ne veut pas suivre de grand document de conception global, ou rejette le concept de post mortem (en économie, analyse des prévisions, par rapport aux résultats d'un produit après sa commercialisation). L'équipe travaille au jour le jour et fait évoluer le jeu à chaque instant. Si des modifications sont effectuées, elles sont testées immédiatement, et si elles fonctionnent, elles sont conservées. L'équipe ne suit donc pas de blueprint, mais privilégie l'approche improvisée. Castelnérac donne en exemple la construction d'une maison, sur laquelle il veut mettre une « fenêtre ici, ou quelque chose d'autre », sans pour autant décider et l'écrire noir sur blanc. Selon lui, une telle flexibilité n'est possible qu'avec une petite équipe de développement telle que celle de Nadeo qui n'est composée que d'une dizaine de personnes. De rajouter « lorsque les gens planifient de grands projets, ils doivent faire des choix avant. Ils doivent donc prévoir tout, et parfois ils planifient de bonnes choses… et d'autres fois, ils planifient de mauvaises choses. Puis ils regardent ce qu'ils ont fait, décident de ce qui s'est mal passé ou de ce qui est juste, et ils acquièrent de l'expérience à travers ce processus ». Pour Castelnérac, si les gros studios savent faire les jeux vidéo, les petits studios et les indépendants doivent eux chercher à faire les choses différemment. Il estime que jouer quotidiennement oblige les développeurs à opter pour un gameplay simple, alors que les équipes des gros studios ont tendance à rajouter des fonctionnalités en espérant que cela va rendre le jeu intéressant.
Cette méthode de travail peut cependant provoquer des erreurs importantes. Castelnérac explique qu'il faut parfois essayer et développer suffisamment des fonctionnalités afin de s'apercevoir si cela fonctionne ou non. Par exemple, l'équipe développe un environnement basé sur l'univers d'un parc d'attraction. Mais elle ne se rend compte seulement lorsque cet univers est fini après un travail important que cela n'était pas une bonne idée.

« Notre rêve est de pouvoir faire une nouvelle version tous les trois mois, et le problème est que nous travaillons si fort dans ce but que nous ne faisons pas de nouveaux jeux. »

— Florent Castelnérac
Le choix de Nadeo est donc d'adapter le projet chaque jour et ainsi de l'améliorer quotidiennement. Cette façon de procéder permet à l'équipe de tester à tout instant le jeu, par l'équipe ou par des personnes qui ne connaissent pas le jeu, et ainsi d'obtenir des retours d'information en permanence. Cette stratégie permet également d'avoir un jeu extrêmement jouable à tout moment. Ceci évite les problèmes des gros studios qui publient parfois des jeux un peu trop tôt. De son côté, Nadeo essaye de publier le plus rapidement possible ce qu'elle a créé tout en gardant à l'esprit qu'il n'est pas possible de faire payer le prix d'un jeu complet (« 60 euros ») pour un contenu inutile.
Nadeo s'appuie énormément sur les retours d'information de la part de la communauté TrackMania qui n'a cessé de grandir. L'équipe est à l'écoute des joueurs, en permanence, par tous les moyens possibles. Castelnérac explique qu'il parcourt chaque jour les forums de discussion et tous les médias qui permettent d'écouter les désirs de la communauté de joueurs et c'est sur ces indications et préférences que tous les ajustement quotidiens sont effectués. L'avantage d'un jeu Nadeo, grâce à cette politique, est de présenter au joueur un produit qui va vivre et évoluer, même après sa sortie, grâce aux créations de la communauté, mais aussi grâce au travail et aux mises à jour apportées par Nadeo. Proposer des mises à jour est un choix dans lequel Nadeo se lance sans connaitre au départ l'impact que cela peut avoir. Finalement, ces patchs permettent de commercialiser de nouvelles versions en magasins, mais aussi de tenir le jeu à jour pour favoriser le jeu en ligne. Des publications rapprochées ont également pour effet d'améliorer le jeu, et en même temps renouveler la communauté, alors même que des habitués restent. Castelnérac rajoute à ce sujet que les principaux acteurs de la communauté TrackMania étaient toujours actifs dans des bêta tests cinq ans après la sortie du premier jeu.
Nadeo alterne donc des phases de bêta-tests permettant de présenter les jeux mais surtout d'obtenir les retours de la communauté, et les sorties officielles. Celles-ci connaissent des mises à jour importantes grâce à des extensions qui permettent de réitérer l'opération,. La mise en place de l'extension Power Up! devient un modèle pour la série durant les sept années qui suivent, s'appuyant sur la communauté et les bêta-tests. Castelnérac considère que la gratuité des extensions permet à tous les joueurs d'avoir la même version du jeu. Si c'est économiquement discutable, il estime que cela contribue à la fidélisation de ceux-ci, « quitte à ce que » les sources de revenus soient ailleurs. La réussite et l'attrait de TrackMania ne réside pas seulement sur la simplicité de la création des circuits et de son gameplay, mais aussi sur la facilité de les partager, d'autant plus que les circuits sont peu volumineux.

### Désintérêt des éditeurs
Au départ, Nadeo et son concept sont ignorés par les éditeurs et l'entreprise est contrainte de suivre la voie du téléchargement pour s'appuyer sur la communauté de joueurs. Elle y trouve par la suite un public « reconnaissant » pour sa vision unique. Ceci conduit finalement Nadeo à réaliser une sortie réelle de son concept au niveau mondial et de nombreuses suites.
La recherche d'un éditeur pour TrackMania a été particulièrement compliquée,. Dès sa création, Nadeo cherche à plaire aux grands éditeurs, « en pensant au marché ». Pour la petite entreprise, c'est le parcours du combattant. Nadeo envoie énormément de documents de présentation, des maquettes, des études de positionnement. Mais les éditeurs veulent toujours en voir plus et aucun ne donnent réellement suite. Nadeo perd du temps, de l'argent et s'épuise financièrement. Nadeo propose alors son prototype de jeu de course hybride alliant aussi le jeu de construction. Les éditeurs ne sont pas non plus emballés par le concept, et conseillent même parfois à Nadeo d'arrêter de faire des jeux. Les éditeurs majeurs rejettent le concept simple du jeu, lui reprochant par exemple la présence de seulement trois véhicules différents. Certains ont été « vraiment insultants », et considèrent à ce moment-là Nadeo incapable de réaliser des jeux vidéo. Castelnérac a essuyé des « Arrêtez de faire des jeux vidéo ! » ou « vous ne pourrez jamais faire un jeu vidéo »,.
Après près de trois années à suivre cette voie, Nadeo passe par un redressement judiciaire en 2003, mais décide de poursuivre dans cette voie avec une équipe très réduite. Focus Home Interactive, qui édite la série Virtual Skipper, offre un gros minimum garanti pour réaliser Virtual Skipper 3 et accepte de distribuer TrackMania (Nadeo participe à la réalisation de Virtual Skipper 2, pour aider Duran Duboi, qui se retire du secteur du développement du jeu vidéo). Le jeu est donc tout naturellement édité par Focus Home Interactive, qui a précédemment édité les jeux de la série Virtual Skipper. Castelnérac déclare à ce sujet : « On change pas une équipe qui gagne ».
Castelnérac admet que TrackMania n'est pas forcément séduisant comparé à la concurrence qui offre bien plus de véhicules et un degré de simulation et de réalisme beaucoup plus élevé. Il sait cependant que le jeu est amusant, que les joueurs y trouvent leur compte et que le concept réside surtout dans l'aspect construction. Il estime qu'il faut jouer au jeu pour comprendre son attrait, et que c'est peut-être là la raison pour laquelle les éditeurs ont été frileux au départ, ne regardant que l'objet sans y jouer assez.
Ce concept global est en décalage avec celui du jeu de course standard. En effet, TrackMania est un jeu très arcade dont l'ingéniosité du concept réside sur la combinaison du puzzle de circuit sur lesquels des courses peuvent être menées, « un concept qui aurait du mal à fonctionner sur consoles ». Le jeu ne sort que sur PC sur lequel il fonctionne très bien, notamment « avec les configurations les plus basses ». Cependant, il est d'abord imaginé pour fonctionner aussi bien sur console que sur ordinateur personnel.

## Bande-son

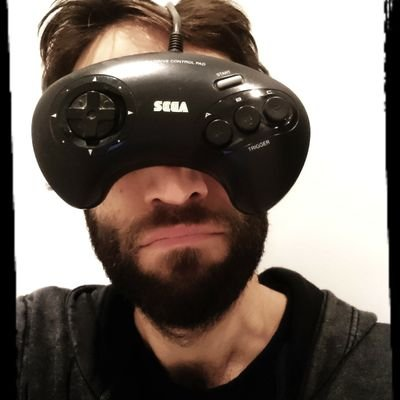
Henri-Pierre Pellegrin (surnommé H-Pi) compose toutes les musiques et les bruitages de TrackMania.

La bande-son de TrackMania est composée par Henri-Pierre Pellegrin (surnommé H-Pi). C'est un passionné de jeu vidéo, qui s'intéresse très tôt à la musique de jeu vidéo. Il travaille chez Nadeo où il rentre pour la première fois à l'occasion d'un stage. Pellegrin réalise toutes les musiques du jeu, mais aussi les bruitages et les sons. Même si ses influences sont diverses et si ses créations ont évolué depuis cette première bande-son, il cite le « jazz rock de Frank Zappa [comme sa] référence ultime ».
Pellegrin dévoile que Nadeo lui laisse « pas mal de liberté ». Il travaille en parallèle sur la bande-son de Virtual Skipper 3. Il s'occupe de toute la partie sonore de TrackMania et réalise les choix des sons et propose ses idées pour l'intégration dans le moteur du jeu. Il estime que si les effets sonores du jeu ne sont pas les meilleurs possibles, l'équipe et lui ont réussi à réaliser des bruits de moteurs avec seulement quatre sample, ce qui exige beaucoup de travail pour un débutant. Il rajoute également qu'en tant que musicien et compositeur, il intègre des compositions personnelles. Cependant, depuis, il dévoile ne pas trop communiquer sur la création de cette bande-son, partant du principe que la qualité de production de celle-ci est en complet décalage avec ses créations postérieures. Castelnérac demande à Pellegrin de créer un morceau dans le style chiptune pour le thème principal dans le but de donner un effet retrogaming, bien que ce dernier ne vienne pas de cet univers. Le thème que compose H-Pi subit « beaucoup de bidouilles avec le tracker, […] vite fait », puis est intégré dans le jeu. Sur les autres pistes, il mélange des styles musicaux qu'il décrit lui-même comme « complètement incongrus », comme du jazz rock avec des cors et un peu d'electro et du « rock alpin proche de ce qui est joué dans les jeux de snowboard ».
Pellegrin dévoile qu'il obtient pour son travail des retours très enthousiastes de chez Focus Home Interactive, l'éditeur du jeu, mais il découvre pour la première fois des critiques qu'il prend « en pleine face » (selon son expression) de la part des joueurs et des journalistes.
Dans une version spéciale de TrackMania Original uniquement commercialisée en Allemagne à la fin de l'année 2005 sous le titre TrackMania Original: Extended Version, une bande-son inédite est incluse sur un CD audio,.

## Commercialisation, extensions et remasterisation
Nadeo et Focus Home Interactive communiquent sur le jeu avec la presse spécialisée dès le mois de juin 2003 et jusqu'à l'automne, dévoilant des images, des informations sur le contenu ou la création du site du jeu
,,,,,,,,. Le 17 octobre 2003, Nadeo annonce l'ouverture du bêta-test du jeu pour le 22 octobre qui suit, puis publie une démo finale le 17 novembre 2003. Cette bêta permet à 100 000 joueurs d'essayer le jeu. La phase de production est lancée le 12 novembre 2003,. TrackMania est publié par Focus Home Interactive sur PC le 21 novembre 2003 en France. Le jeu bénéfice trois semaines après sa sortie, le 15 décembre 2003, d'un correctif réglant de nombreux bugs de fonctionnement et modifie quelques éléments de gameplay comme des règles du mode de jeu time attack notamment. Le jeu est publié par Digital Jesters le 28 novembre 2003 au Royaume-Uni, par Deep Silver le 14 mai 2004 en Allemagne, par Nordic Softsales dans les pays scandinaves, et par Enlight Software le 24 juin 2004 aux États-Unis. La version américaine intègre directement l'extension Power Up!,,.
TrackMania utilise le slogan « À bloc ! À bloc ! À bloc » en français, et « Design it! Build it! Race it! » en anglais.

Logo de TrackMania: Power Up!.

Le 2 avril 2004, Nadeo annonce la commercialisation prochaine d'une extension gratuite intitulée TrackMania: Power Up!. Celle-ci offre un nouveau mode solo appelé « Survie », l'apparition de quelques adversaires contrôlés par l'intelligence artificielle, l'amélioration de la fonctionnalité réseau, un studio de montage pour les replays et la possibilité de construire des tunnels souterrains, de nouveaux décors et blocs pour le mode puzzle,. Le jeu arbore une nouvelle séquence d'introduction et une interface remaniée. Une nouvelle démo de cette version est également proposée au public. Power Up! sort le 15 mai 2004, en téléchargement gratuit pour ceux qui ont acheté la version originale. Le jeu est également sorti dans le commerce en Europe, en version complète comportant le jeu original avec cette extension intégrée,,.

Logo de TrackMania Original.

Le 9 octobre 2004, Nadeo dévoile une seconde extension intitulée TrackMania: Speed Up!, dont la sortie est prévue pour premier trimestre 2005, en même temps que celle de TrackMania Sunrise, la suite de TrackMania qui est alors en cours de développement chez Nadeo. Speed Up! doit proposer de nouvelles fonctionnalités et un éditeur de niveau plus complet. Cependant, la sortie de l'extension est par la suite repoussée, sans être annulée. Le 5 juin 2005, Nadeo révèle que cette extension attendue pour le mois d'octobre 2005, fonctionne avec le moteur de TrackMania Sunrise et sera directement intégrée dans une nouvelle édition du jeu original intitulée TrackMania Original, qui comprendra aussi la première extension Speed Up!. Celle-ci inclut également une centaine de nouveaux blocs, un nouveau mode de jeu en solo, et quelques fonctionnalités issues de Sunrise, telles que son système multijoueur peer-to-peer ou la possibilité de peindre les véhicules,,,. Dès lors que l'extension est développée sur le moteur de Sunrise, celle-ci est appelée TrackMania: Level Up!. Le 16 août 2005, une phase de bêta-tests est lancée sur Level Up!,,. Le jeu bénéficie de la fonctionnalité anti-triche appelée StarForce, proposée pour Sunrise par Digital Jesters, éditeur du jeu notamment au Royaume-Uni. La démo du jeu parait le 5 octobre 2005. TrackMania Original sort le 13 octobre 2005, incluant les deux extensions : Power Up!, et Speed Up! (Level Up!). Le patch permettant à ceux qui ont acheté la version originale du jeu est quant à lui mis en ligne gratuitement le 24 octobre 2005. Fin 2005, une version spéciale de TrackMania Original est commercialisée uniquement en Allemagne sous le titre TrackMania Original: Extended Version, comprenant notamment sur un CD audio une bande-son de pistes inédites,.

## Réception

### Accueil commercial
Lors du lancement du jeu, seulement une cinquantaine de joueurs se connectent sur les serveurs multijoueur de TrackMania. En janvier 2004, le magazine britannique PC Format indique que le jeu est « largement sous-médiatisé ». Les six premiers mois d'exploitation sont clairement un échec. Le jeu ne se vend qu'à 20 000 exemplaires sur cette période. La presse a également du mal à voir le potentiel du jeu. Mais Castelnérac précise que la communauté a commencé à affluer avant la sortie de cette première extension. TrackMania: Power Up! apporte des améliorations notamment au niveau visuel. La popularité de TrackMania commence alors à augmenter et l'intérêt des joueurs pour le jeu attire l'attention des éditeurs et de la presse spécialisée. À la mi-juillet 2004, TrackMania connait 2 500 nouveaux comptes inscrits en ligne chaque mois et 60 000 copies vendues en France. La progression est très rapide à ce moment-là puisque le jeu vient de sortir depuis deux mois en Allemagne et sort au moment même en Amérique du Nord. C'est le second jeu de course le plus vendu en France en 2004 sur PC derrière 'Need for Speed: Underground 2. En février 2005, le site GameSpot constate finalement que très peu de personnes ont joué à TrackMania en Amérique du Nord, alors qu'il a obtenu une forte adhésion du public en Europe. Fin mars 2005, TrackMania passe la barre des 100 000 copies écoulées. Le jeu se vend deux fois plus qu'à la même époque l'année précédente. Début avril 2005, d'autres sites confirment le succès important en Europe, mais le peu de ventes aux États-Unis, malgré les bons chiffres de téléchargement de la démo.
Au départ, les ventes de Nadeo sont essentiellement réalisées en France, alors que dès 2004, 75 % des recettes se font à l'étranger. En Europe, le jeu se vend essentiellement en France et en Allemagne, représentant respectivement 40 % et 30 % des ventes effectuées sur le vieux continent. Dans une interview, Castelnérac dévoile des difficultés à vendre Trackmania Original aux États-Unis, mais précise que sur le long terme le jeu se vend beaucoup. Il remarque également que plus le pays d'exploitation s'éloigne de la France, moins le démarrage est fort.
Florent Castelnérac déclare à plusieurs reprises que l'équipe sent durant son développement que le jeu va plaire à une partie des joueurs. Au départ, toute l'équipe et les éditeurs qui le testent avant sa sortie sont émerveillés par le jeu. Ils savent qu'il va avoir un impact mais ne s'attendent pas à une réussite immense, conduisant plusieurs années plus tard des millions de joueurs à utiliser le jeu. De plus, les joueurs arrivent progressivement et l'énorme communauté Trackmania se construit peu à peu, principalement en ligne,,,.

### Critiques de la version originale
TrackMania est assez moyennement accueilli par la presse spécialisée lors de sa sortie. Les critiques reprochent des visuels en deçà des productions du moment (2003), mais décèlent un concept simple, un jeu fun et addictif, pour certaines entrevoyant un potentiel important en multijoueur. Il obtient en avril 2018 une moyenne de notes de 74 % sur Metacritic avec 29 critiques et 73,73 % sur GameRankings avec 26 critiques.
Pour PC Games Addict, c'est un « petit jeu », « simple » mais doté d'une « grande jouabilité », qui fait principalement ce pour quoi il est destiné. Pour Jeuxvideo.com, c'est un concept simple, auquel de nombreuses idées ont été rajoutées, donnant naissance à « un jeu inqualifiable et difficile à cerner ». Le magazine britannique PC Format estime que le jeu transporte le joueur quatorze ans en arrière, sur Amiga, dans le jeu Stunt Car Racer, en reprenant essentiellement le même gameplay. Joystick juge la gestion de la physique des voitures amusante, et les trois conduites complémentaires 	
. Edge relève une quantité de pistes trop insuffisante, mais juge cet aspect « pardonnable ». Jeuxvideo.com soulève le manque de variété des véhicules, avec seulement trois modèles. Selon PC PowerPlay, ce n'est pas un simple jeu de course et se rapproche plus du jeu de puzzle. Pour PC Games Addict, le côté fun du jeu provient du mode puzzle. Canard PC qualifie l'éditeur de niveau de « digne de ce nom » et Jeuxvideo.com le décrit comme simplifié à l'extrême. PC PowerPlay le qualifie d'innovant et relève son côté addictif, aspect que relève aussi Jeuxvideo.com et Gamekult,,. PC PowerPlay estime que la conduite requiert parfois certaines subtilités, comme éviter une partie de la piste pour pouvoir battre les records. Selon PC Format, certaines pistes ne sont pas si simples et impose une grande précision de conduite pouvant nuire au fun et au plaisir de jouer. Pour PC Format, le jeu est d'une difficulté frustrante et d'un genre ennuyeux.
Joystick qualifie le jeu en multijoueur de « décevant » et le juge « vite frustrant », à cause de l'absence de collisions, empêchant de bloquer les adversaires dans les virages. Canard PC comme Jeuxvideo.fr indiquent aussi ne pas apprécier l'absence de collisions et ce dernier, ainsi que Gamekult, auraient appréciés une portion permettant d'activer ou désactiver cette fonctionnalité en fonction des désirs,,. La majorité des critiques apprécie particulièrement le jeu multijoueur en hotseat,,. Edge estime que le jeu « semblerait moyen » sans tout l'aspect multijoueur. Jeuxvideo.com regrette que Nadeo n'ait pas créé de serveur permanent en ligne, mais constate également du lag sur tous les serveurs. Jeuxvideo.fr regrette l'absence d'un mode multijoueur en écran splitté. Selon le site, le chevauchement en multijoueur de huit à dix véhicules sur le même écran est « ingérable ».
Jeuxvideo.fr rappelle que le jeu ne fait pas dans la démonstration technique, ne présentant pas des visuels rayonnants et tape à l'œil, et comme le rappelle Nadeo, le jeu est axé sur le fun et son accessibilité immédiate. Jeuxvideo.com relève des « graphismes dépouillés ». Joystick estime les trois environnements graphiques dépouillés, mais « ne manquant pas de charme ». Gamekult juge les textures « de bonne facture » et « bien détaillées », et la modélisation des véhicules « quasiment irréprochable ». Le site note toutefois quelques rares baisses du framerate.
Jeuxvideo.com voit une « bande-son minimaliste », et considère que le thème principal « fait un peu peur » et relève des fausses notes à la guitare et des bruitages ressemblants à ceux d'un dessin animé.
Joystick considère que le jeu « manque son objectif », en obligeant les joueurs à s'investir énormément dans le mode course pour profiter pleinement du mode puzzle. Le magazine regrette devoir terminer le jeu pour bénéficier de tous les éléments de l'éditeur de niveau. Gamekult estime que les finitions laissent un peu à désirer et que le jeu « au prix fort » « ne parvient pas vraiment à convaincre ». Selon PC Games Addict, le jeu manque de la finition d'un jeu à gros budget. Canard PC estime le prix de vente un peu surévalué, en comparaison à des jeux au même prix comme PES 3 ou Lock On.
Malgré toutes les critiques, Jeuxvideo.com considère qu'il est « un jeu diablement accrocheur », qui « remplit donc tout à fait son pari ». Gamekult entrevoit le potentiel « énorme » du jeu, dont la réussite est essentiellement basée sur son aspect multijoueur et sa communauté, lorsque celle-ci sera plus importante (déclarations de novembre 2004). Le magazine Edge voit un « concept proche du génie » dans la création de pistes et leur partage sur Internet, et considère que si la communauté est encore embryonnaire, elle se développe petit à petit et le bouche à oreille fonctionne (février 2004). Jeuxvideo.fr évoque un « concept ravageur ». Edge le qualifie de jeu intelligent, qui « dans six mois, […] pourrait être énorme » (déclaration effectuée en février 2004).

### Critiques de l'extension
TrackMania: Power Up!, et la version américaine de TrackMania qui intègre cette extension, reçoivent également un accueil plutôt mitigé, même si comme pour l'original, les observateurs opposent de nombreuses critiques mais décèlent un jeu fun et addictif, dont l'aspect multijoueur se révèle être tout l'intérêt.
Canard PC relate qu'« une très forte communauté s'active autour de TrackMania » et que les premières LAN-party s'organisent, confirmant les prémices observés quelques semaines après la sortie de l'original. Pour le magazine, la baisse du prix de vente et l'ajout de nouvelles fonctionnalités rendent le jeu attractif. Le média relève l'aspect addictif du gameplay, une difficulté de jeu plus progressive et un éditeur de niveau plus intuitif, mais rappelle toujours les bémols relevés pour l'original, notamment, l'absence de collision. Gamekult estime que le mode survie rallonge la « courte » durée de vie du mode solo, mais considère cependant que la difficulté de jeu a globalement été trop revue à la baisse. D'après le site web, la « substantifique moelle du titre de Nadeo réside toutefois dans son mode multijoueur ». Il précise que Power Up! est un « add-on gratuit et réussi qui peaufine et complète agréablement » l'original, et aurait apprécié trouver tous les apports de l'extension dans l'original, d'autant plus que les dates de sortie sont très rapprochées.
Concernant la version américaine, GameSpot note la simplicité du jeu et tient à signaler que le gameplay est très axé arcade, et peut parfois procurer plus de frustration que de plaisir. Pour le site, la physique des véhicules témoigne d'une moins bonne maitrise que pour le reste du jeu. Pour PC Zone, courir en ligne droite d'un point A vers un point B n'est pas très amusant, mais poursuivre le véhicule fantôme se révèle être d'un intérêt tout particulier. GameSpy juge les pistes trop courtes et regrette que des tours supplémentaires ne soient pas possible. GameSpot et PC Zone jugent le gameplay addictif,.
Côté graphismes, GameSpot estime les véhicules « simplistes et petits », les conceptions de pistes minimales, des textures basiques, mais relate que le framerate reste constant. GameSpy compare les graphismes du jeu à celui d'un « jeu sur console daté ».
Computer Gaming World juge la musique « grossière », principalement composée de suites de riffs de guitare. GameSpy compare la musique du menu à celle dun jeu Game Boy Advance. Le site estime que les musiques sont « un peu mieux » mais trop répétitives et reproche aux effets sonores un travail « sans aucun talent ».
Selon GameSpot, l'éditeur de niveau est austère mais efficace, malgré une variété de pièces et de routes peu importante, et justifie à lui seul l'achat du jeu. IGN estime parfois compliqué de juger de l'alignement des pièces et signale sa lassitude de subir en introduction de chaque essai de piste créé, le même son de guitare et le même mouvement de caméra. GameSpy le qualifie de « lourd », et nécessitant trop l'usage du clavier au détriment de la souris, ce que fait aussi remarquer IGN,.
Pour GameSpot, la partie multijoueur souffre du manque de collision, mais le site estime que ce n'est finalement pas un gros problème, puisque l'objectif est de réaliser le meilleur temps. Le site qualifie l'aspect multijoueur de « génial », et complète l'autre partie du jeu déjà « solide », comme un « bonus ». PC Zone reproche également l'absence de collision, mais juge le jeu multijoueur amusant et amenant un aspect de compétition.
Malgré des graphismes « douteux » et une physique des véhicules hasardeuse, PC Zone relate sont plaisir à jouer au jeu. S'il est « peu soigné », le magazine le décrit comme une bouffée d'air frais. Pour IGN, même s'il ne peut rivaliser avec de grosses productions, telles que Project Gotham Racing, Need for Speed: Underground, il semble être un « bon jeu, avec une distance de vue appréciable, des objets raisonnablement complexes, une bonne texturation et des types de pistes très variés et colorés ». Computer Gaming World critique très négativement le jeu, lui reprochant la présence d'une seule voiture sans réglage, des pistes trop simples, un éditeur de piste trop basique et le considérant comme un « squelette grossier de ce que doit être un jeu de course ».

### Critiques duremaster
TrackMania Original  est plutôt bien accueilli par la presse spécialisée lors de sa sortie,,.
Gamekult estime que le jeu « reste amusant » et salue l'amélioration graphique de l'ensemble. Le site juge le mode plateforme d'une « difficulté plutôt élevée [en comparaison] au reste du titre ». Pour Jeuxvideo.fr, les deux nouveaux modes de jeu sont « excellents » et bénéficient d'une difficulté de jeu plus importante. Le site note les améliorations graphiques, mais remarque la nécessité d'une plate-forme plus puissante.
Gamekult qualifie le jeu de « version budget deluxe », « idéale » pour ceux qui ne connaissent pas la série, mais en revanche « guère utile aux possesseurs du titre original ». Jeuxvideo.fr félicite le prix limité, déclarant : « Nadeo exploite encore et toujours le succès de Trackmania, mais […] le fait avec panache ». Selon Jeuxvideo.com, TrackMania Original surclasse « sans mal » son modèle.

## Postérité

### Série
Nadeo continue pendant sept années à s'appuyer sur sa politique de mises à jour fréquentes, à l'aide d'un petite équipe d'une douzaine de personnes,. Dès 2005, Nadeo développe une suite du nom de TrackMania Sunrise uniquement sur PC qui possède un moteur graphique amélioré, trois nouveaux environnements et de nouveaux modes de jeu. Elle développe aussi en fin d'année TrackMania Sunrise Extreme, son extension. En 2006, Nadeo crée TrackMania Nations, un jeu dans un univers sport destiné à la compétition en ligne, développé spécialement pour l'eSports World Convention. Fin 2006, Nadeo publie un nouveau jeu intitulé TrackMania United, dont l'intérêt essentiel est de regrouper tous les environnements créés jusque-là dans les précédents jeux,. En 2008, Nadeo publie TrackMania United Forever et TrackMania Nations Forever, deux extensions destinées à United et Nations, qui permettent principalement de jouer à ces deux jeux ensemble en multijoueur,,.
Par la suite, Nadeo externalise le portage de la franchise TrackMania sur plates-formes Nintendo chez Firebrand Games. En 2008, sort TrackMania DS sur Nintendo DS, et en 2010, TrackMania sur Wii et TrackMania Turbo sur DS.
À partir de 2011, Nadeo développe une série de jeux sur PC intitulée TrackMania², proposant chacun un environnement particulier. TrackMania²: Canyon parait en 2011, TrackMania²: Stadium en 2013, TrackMania²: Valley en 2013, TrackMania²: Lagoon en 2017. Les environnements sont inédits, sauf Stadium qui reprend l'univers du sport de celui de TrackMania Nations, mais l'intérêt essentiel est la possibilité de créer des modes de jeu personnalisés,,,.
TrackMania reste très longtemps sur la plate-forme PC et met beaucoup de temps pour trouver sa voie et arriver sur console. Cependant en 2016, Nadeo opte pour la première fois pour une publication multi-plate-formes avec un nouveau jeu intitulé TrackMania Turbo, et réussit à transposer tous les fondamentaux de la série, entre autres sur PlayStation 4 et Xbox One. Celui-ci présente des nouveautés telles que la génération procédurale de pistes, la conduite d'un véhicule à deux et une compatibilité avec Oculus Rift,, HTC Vive et le PlayStation VR,.

### Communauté,eSportet importance

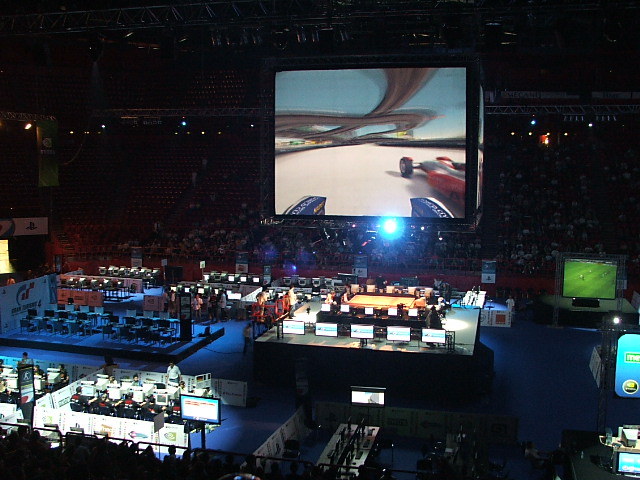
Finale de l'ESWC à Paris-Bercy en juin et juillet 2006, sur TrackMania Nations.

Dès le lancement du jeu, une communauté de joueurs, florissante et dévouée, grandissant progressivement, partage des circuits qu'elle a créé, ainsi que ses skins pour les voitures. Selon Castelnérac, la communauté commence même à arriver avant la sortie du premier jeu. Les joueurs utilisent les sites officiels, mais très vite, deux sites web amateurs sortent du lot, TM Exchange pour les circuits et les records et TrackMania Carpark pour l'aspect skins et modèles 3D pour les voitures. Au sujet du premier, Castelnérac déclare : « C'était le premier gros site, créé très rapidement, […] qui a pris en charge rapidement l'échange des pistes, de la meilleure façon qu'il soit ». Grâce au mode multijoueur, aux milliers de circuits créés par les joueurs, la série TrackMania connait un développement permanent de sa communauté en ligne,. De nombreuses compétitions amateurs sont créées et conduit par la suite Nadeo à axer son développement sur le multijoueur. La série devient alors progressivement un incontournable de la scène eSport. Selon le magazine Edge, si TrackMania n'est pas le premier jeu à s'appuyer sur la créativité de la communauté, il figure parmi les meilleurs à le faire. TrackMania est l'un des premiers jeux, parmi des titres comme Little Big Planet ou Minecraft, à livrer littéralement une partie du level design aux joueurs, et ainsi favoriser le press forward (fait, pour un joueur, d'imposer sa façon de jouer par le biais d'un level design particulier ou atypique),.
Selon Castelnérac, le succès de TrackMania auprès de la communauté réside sur plusieurs points, au-delà de la qualité du jeu et de l’intérêt que les joueurs peuvent lui porter. Le faible poids des circuits, au maximum 40 Ko, a facilité le partage. La possibilité de créer des cartes courtes et techniques très axées compétition, des cartes démesurées et hilarantes (lolmap), des cartes freeride, des pistes en terre et toutes sortes de circuits attire une grande variété de joueurs.
À l'automne 2013, à l'occasion des dix ans de la série, TrackMania, tous épisodes confondus, totalise plus de 18 millions de joueurs et plus de 10 millions de circuits créés. En 2009, à l'occasion du rachat de Nadeo par Ubisoft, Yves Guillemot évoque le chiffre de 700 000 joueurs uniques par mois. Cette année-là, la série passe le million de copies écoulées, tous épisodes confondus. En 2011, Nadeo relève des moyennes de connexion de 100 000 joueurs par jour sur les serveurs.
TrackMania obtient le titre du meilleur jeu sur ordinateur de l'année 2004 par le magazine allemand Computer Bild Spiele. En 2011, TrackMania est désigné 95e meilleur jeu de tous les temps par le site Jeuxvideo.com. En février 2018, Jeuxvideo.com place TrackMania au 3e rang de son top 10 des meilleurs éditeurs de niveau.

### Ressources primaires
1. 1 2 3  « De Stadium à Bay », TrackMania, le magazine officiel, no 1,‎ été 2008, p. 26-31.
2. ↑  Nadeo, « Trackmania », sur TrackMania.com, 2003.

### Interviews
1. 1 2 3 4 5 6  (en) Tom Bramwell, « Building on TrackMania », sur Eurogamer, 14 septembre 2004.
2. 1 2 3 4 5 6 7 8 9  Matthieu Hurel, « La Juste Note : H-Pi », sur Gamekult, 6 décembre 2016.
3. 1 2  (en) Spunior, « Stunted: A TrackMania Interview », sur Gamers With Jobs, 29 octobre 2003.
4. 1 2 3 4 5 6 7 8 9  (en) « GZ Interview: Roller Coaster Twists + Fast Racing Action = TrackMania », sur GameZone, 4 mai 2012.
5. ↑  Eric Viennot, « Lejade-Castelnerac : l'interview des francs-tireurs #1 - Paperblog », sur Paperblog, 15 avril 2009.
6. 1 2 3 4 5 6 7 8  [vidéo] « Nadeo - Notre reportage chez le développeur de TrackMania et ShootMania (Playitlive.fr) », sur YouTube.
7. 1 2 3 4 5  Sebastien, « Interview de Florent, employé de Nadéo [[[sic]]] (développeur de Virtual Skipper et TrackMania) », sur Jeuxvideo.fr, 16 juillet 2004.
8. 1 2 3  (en) « Interview en compagnie de Florent Castelnerac PDG de Nadeo » [vidéo], sur Dailymotion, 2011.
9. 1 2 3 4 5  (en) Gamespot Staff, « TrackMania Sunrise Designer Diary #3 - Lemmings and TrackMania », sur GameSpot, 4 mai 2005.
10. 1 2 3 4  Sebastien, « Interview de Florent Castelnerac, PDG de Nadeo », sur Jeuxvideo.fr, 7 février 2006.
11. 1 2 3 4 5  (ro) « Interview Florent Castelnerac, PDG Nadéo », sur JeuxVideoPC.com, 2 avril 2005.
12. 1 2 3 4 5  (en) Gamespot Staff, « TrackMania Sunrise Designer Diary #1 - The Spirit of SimCity », sur GameSpot, 4 mai 2005.
13. 1 2  (en) Gamespot Staff, « TrackMania Sunrise - Designer Diary #2 - Stunt Car Racer », sur GameSpot, 4 mai 2005.
14. 1 2 3 4  (en) Gamespot Staff, « TrackMania Sunrise Designer Diary #4 - The Spirit of Super Monkey Ball », sur GameSpot, 4 mai 2005.
15. ↑  (fr + en) Ubisoft, « Trackmania Turbo - The Creative Drive [EUROPE] » [vidéo], sur Chaine YouTube officielle Ubisoft, 30 octobre 2015.
16. ↑  Starsystemf, « La Parole aux gameurs Acte CXIII : Interview de H-Pi - Le blog Gaming de Starsystemf », sur Le blog Gaming de Starsystemf.
17. ↑  (no) Joachim Froholt, « INTERVJU: Gamer.no prater med TrackMania-utvikleren », sur Gamer.no, 16 mai 2004.
18. ↑  (en) « Trackmania Sunrise Interview », sur 3DAvenue.com, 2005.

### Ressources secondaires
1. 1 2 3  Nerces, « Test : TrackMania », sur Clubic, 21 novembre 2003.
2. 1 2 3 4  (en) Tom Bramwell, « Who won our TrackMania/Scalextric competition? », sur Eurogamer, 26 novembre 2003.
3. 1 2 3  (en) Juan Castro, « TrackMania Ships », sur IGN, 24 juin 2004.
4. 1 2 3  (de) « Trackmania - Deep Silver vertreibt das Rennspiel », sur GameStar, 12 mars 2004.
5. 1 2  (no) Joachim Froholt, « TrackMania kommer til Norge », sur Gamer.no, 30 mars 2004.
6. 1 2  « Trackmania Power Up! », sur Clubic.
7. 1 2  Rédaction, « Trackmania Original en cascades », sur Jeuxvideo.com, 20 septembre 2005.
8. 1 2 3 4 5 6 7 8 9 10 11 12 13 14 15 16 17  Jihem, « Test TrackMania sur PC », sur Jeuxvideo.com, 24 novembre 2003.
9. 1 2 3 4 5 6 7 8 9 10 11 12 13 14 15 16  Nerces, « Test de TrackMania », sur Jeuxvideo.fr, 21 novembre 2003.
10. 1 2 3  (en) Tom Bramwell, « TrackMania », sur Eurogamer, 19 novembre 2003.
11. 1 2 3 4 5 6  (en) Andy McGregor, « TrackMania », sur PC Format, janvier 2004.
12. 1 2 3 4 5 6 7 8 9 10 11 12 13 14 15 16 17 18 19  Aurélien Jolly, « Test - TrackMania : des courses à bloc », sur Gamekult, 28 novembre 2003.
13. 1 2 3 4 5  (en) Tom McNamara, « TrackMania Review », sur IGN, 2 juillet 2004.
14. 1 2 3 4 5 6 7 8 9  Jihem, « Dossier : Reportage Nadeo - TrackMania », sur Jeuxvideo.com, 27 octobre 2003.
15. ↑  (en) Benjamin Nitschke, Professional XNA Programming : Building Games for Xbox 360 and Windows with XNA Game Studio 2.0, John Wiley & Sons, 2008, 571 p. (ISBN 978-0-470-26128-6, lire en ligne), p. 336.
16. ↑  (en) Tom McNamara, « 10 Wonders of the Gaming World », sur IGN, 28 juin 2005.
17. 1 2 3  (en) Aceinet, « TrackMania Review on PC », sur GameZone, 24 juillet 2004.
18. 1 2 3 4 5  Lord Casque Noir, « Test de TrackMania », Canard PC, no 2,‎ 3 décembre 2003, p. 19.
19. 1 2 3 4 5 6 7 8  (en) Scott Osborne, « TrackMania Review », sur GameSpy, 13 juillet 2004.
20. 1 2 3 4 5 6 7  Hosteel, « Test - TrackMania Original : retour aux sources », sur Gamekult, 19 octobre 2005.
21. 1 2 3 4 5 6  Nerces, « Test de TrackMania Original », sur Jeuxvideo.fr, 21 octobre 2005.
22. 1 2 3 4  Superpanda, « Test de TrackMania Original sur PC », sur Jeuxvideo.com, 22 octobre 2005.
23. ↑  Ghislain Masson, « Preview TrackMania: Gymkhana en kit », PC Jeux, no 70,‎ novembre 2003, p. 38.
24. 1 2 3 4 5 6 7 8  (en) Alex Navarro, « TrackMania Review », sur GameSpot, 2 juillet 2004.
25. 1 2 3 4 5 6 7 8 9 10 11 12 13 14 15 16 17 18 19 20 21 22 23 24 25 26 27  (en) Rich Stanton, « Ten Years Of Trackmania », sur Rock, Paper, Shotgun, 1er novembre 2013.
26. 1 2 3 4 5 6 7  (en) « The Making of TrackMania », Edge, no 214,‎ mai 2010, p. 110 (lire en ligne).
27. ↑  Jihem, « Dossier : Reportage Nadeo - Virtual Skipper 3 », sur Jeuxvideo.com, 27 octobre 2003.
28. ↑  Gael Mauleon, « Gael Mauleon… Site personnel (ancien développeur chez Nadeo) », sur Gmauleon.org, 2007.
29. 1 2 3 4 5 6 7 8 9  Olivier, « Développement durable », sur Factornews, 24 mars 2005.
30. 1 2 3 4 5 6 7 8 9 10 11 12 13 14 15 16 17 18 19 20  (en) Kieron Gillen, « The Making of: Trackmania », sur Rock, Paper, Shotgun, 17 avril 2008.
31. 1 2  Hosteel, « TrackMania en images », sur Gamekult, 30 octobre 2003.
32. ↑  Poischich, « Trackmania : la démo en version bêta », sur Gamekult, 24 octobre 2003.
33. ↑  Hosteel, « Test - TM Sunrise : un cocktail enivrant ? », sur Gamekult, 7 avril 2005.
34. 1 2  (es) « El Toque francés », Edge, no 6,‎ octobre 2006, p. 64 (lire en ligne).
35. ↑  Nerces, « Beta testez Trackmania », sur Clubic, 17 octobre 2003.
36. ↑  Gaël Fouquet, « Trackmania : la démo finale », sur Gamekult, 17 novembre 2003.
37. 1 2  (de) « TrackMania Original Extended Version », sur Computer Bild (en) .
38. 1 2  (en) « TrackMania Original: Extended Version - Soundtrack », sur VGMdb.
39. ↑  « TrackMania : une âme d'architecte », sur Jeuxvideo.com, 11 juin 2003.
40. ↑  Rédaction, « Le permis de construire obligatoire », sur Jeuxvideo.com, 25 juillet 2003.
41. ↑  Rédaction, « TrackMania : nouvel aperçu », sur Jeuxvideo.com, 19 septembre 2003.
42. ↑  Rédaction, « TrackMania : le site en VF », sur Jeuxvideo.com, 1er octobre 2003.
43. ↑  Hosteel, « TrackMania : site officiel anglais », sur Gamekult, 8 octobre 2003.
44. ↑  Rédaction, « TrackMania débloque ! », sur Jeuxvideo.com, 29 octobre 2003.
45. 1 2  « TrackMania : l'environnement alpin », sur Jeuxvideo.com.
46. ↑  Rédaction, « TrackMania se la joue rallye », sur Jeuxvideo.com, 6 novembre 2003.
47. ↑  Rédaction, « TrackMania : le béta test », sur Jeuxvideo.com, 17 octobre 2003.
48. ↑  Poischich, « TrackMania : la démo finale », sur Gamekult, 17 novembre 2003.
49. 1 2  Hosteel, « TrackMania se dore la pilule », sur Gamekult, 12 novembre 2003.
50. ↑  Poischich, « TrackMania : le patch 1.1 », sur Gamekult, 15 décembre 2003.
51. ↑  (en) Justin Calvert, « TrackMania signed for North America », sur GameSpot, 25 mars 2004.
52. ↑  Rédaction, « Bande-annonce TrackMania : A bloc! A bloc! A bloc! », sur Jeuxvideo.com, 17 novembre 2003.
53. ↑  Poischich, « Trackmania : un add-on gratuit », sur Gamekult, 2 avril 2004.
54. 1 2 3 4 5 6 7 8 9 10  (en) David Wildgoose, « TrackMania », PC PowerPlay, no 99,‎ mai 2004, p. 73 (lire en ligne).
55. ↑  Rédaction, « TrackMania : l'extension et la démo », sur Jeuxvideo.com, 2 avril 2004.
56. ↑  Rédaction, « TrackMania: Power Up! dans les bacs le 15 mai », sur Jeuxvideo.com, 4 mai 2004.
57. ↑  (en) « TrackMania game information », sur PC Gameworld.
58. 1 2  « Plus vite, plus vite ! », sur JeuxActu, 9 octobre 2004.
59. ↑  Nerces, « Le point sur Trackmania Speed Up! et Sunrise », sur Clubic, 15 septembre 2004.
60. 1 2 3  (hu) Forcecaster, « TrackMania: Level Up! ALPHA », sur GameStar, 20 août 2005.
61. ↑  Aurélien Jolly, « Coffret Trackmania : plus de précisions », sur Gamekult, 3 juin 2005.
62. ↑  Hosteel, « Deux extensions en vue pour TrackMania », sur Gamekult, 3 juin 2005.
63. ↑  Rédaction, « TrackMania: wassup bro? », sur Jeuxvideo.com, 3 juin 2005.
64. ↑  Rédaction, « Trackmania Original : "une légende renaît" », sur Jeuxvideo.com, 8 août 2005.
65. ↑  Nerces, « TrackMania Original en open bêta ! », sur Jeuxvideo.fr, 16 septembre 2005.
66. ↑  (no) Joachim Froholt, « TrackMania utvides videre », sur Gamer.no, 15 août 2005.
67. ↑  (en) Maxime Chao, « Démo Trackmania Original », sur JeuxActu, 5 octobre 2005.
68. ↑  Aurélien Jolly, « TrackMania Original en téléchargement », sur Gamekult, 24 octobre 2005.
69. ↑  (en) Jason Ocampo, « TrackMania Sunrise Hands-On », sur GameSpot, 7 mars 2005.
70. ↑  (en) Chris Buffa, « Hands-On: Trackmania Sunrise », sur Game Daily, 8 avril 2005.
71. 1 2 3 4 5 6  (en) « TrackMania », Edge, no 133,‎ février 2004, p. 110 (lire en ligne).
72. 1 2 3 4 5  (en) Craig Pearson, « TrackMania », PC Games Addict, no 19,‎ février 2004, p. 76 (lire en ligne).
73. 1 2  (en) « TrackMania », sur Metacritic, avril 2018.
74. ↑  (en) « TrackMania for PC », sur GameRankings, avril 2018.
75. 1 2 3 4 5  Bishop, « Test de TrackMania », Joystick, no 154,‎ décembre 2003, p. 118.
76. 1 2 3  Lord Casque Noir, « Test de TrackMania: Power Up! », Canard PC, no 23,‎ 5 mai 2004, p. 13.
77. 1 2 3  (en) Ryan Scott, « TrackMania », Computer Gaming World, no 243,‎ octobre 2004, p. 81 (lire en ligne).
78. 1 2 3 4 5 6  (en) PC Zone staff, « PC Review: TrackMania », sur PC Zone, 18 février 2004.
79. 1 2 3 4 5  Hosteel, « Test - TrackMania: Power Up! : toujours à bloc », sur Gamekult, 9 juin 2004.
80. ↑  Jihem, « Test Trackmania Sunrise sur PC », sur Jeuxvideo.com, 5 avril 2005.
81. ↑  Damien, « Test de Trackmania Sunrise Extreme », sur Jeuxvideo.fr, 21 décembre 2005.
82. ↑  Seb, « Test TrackMania Nations sur PC », sur Jeuxvideo.fr, 4 février 2006.
83. ↑  (en) Dave Harrison, « TrackMania becomes United », sur GamesRadar+, 4 juillet 2006.
84. ↑  Hosteel, « Test - TrackMania United redonne des couleurs », sur Gamekult, 17 novembre 2006.
85. ↑  (en) Jon Valjean, « TrackMania Nations Forever review (PC) », sur Gameplanet, 21 avril 2008.
86. ↑  (en) Richard_Cobbett, « TrackMania United Forever review », sur GamesRadar+, 27 mai 2008.
87. ↑  Rédaction, « Trackmania Nations Forever en détails », sur Jeuxvideo.com, 4 avril 2008.
88. ↑  Jean-Marc, « Test de Trackmania DS », sur Jeuxvideo.fr, 14 novembre 2008.
89. ↑  (en) Jane Douglas, « Trackmania: Build to Race Review », sur GameSpot, 15 mars 2011.
90. ↑  Rivaol, « Test Trackmania Turbo sur DS », sur Jeuxvideo.com, 1er octobre 2010.
91. 1 2  Le0ben, « Test : Trackmania² Canyon », sur Gamekult, 26 septembre 2011.
92. 1 2  Cortez62, « Test de TrackMania 2 Stadium », sur Jeuxvideo.fr, 28 juin 2013.
93. 1 2  (en) Martin Robinson, « TrackMania 2 Valley review », sur Eurogamer, 17 juillet 2013.
94. 1 2  daFrans, « Test Trackmania² Lagoon : Un standalone qui arrive bien trop tard sur PC », sur Jeuxvideo.com, 7 juin 2017.
95. ↑  (en) « TrackMania », Edge, no 293,‎ juin 2016, p. 123 (lire en ligne).
96. ↑  (en) Martin Robinson, « Trackmania Turbo review », sur Eurogamer, 23 mars 2016.
97. ↑  (en) Jason D'Aprile, « Trackmania Turbo Review », sur GameSpot, 28 mars 2016.
98. ↑  Jarod, « Trackmania Turbo en VR avec une démo », sur Gamekult, 8 novembre 2016.
99. ↑  Maxime Chao, « TrackMania Turbo : une mise à jour qui rend le jeu compatible avec la VR », sur JeuxActu, 8 novembre 2016.
100. ↑  JackFlash, « TrackMania peut-il revenir sur le devant de la scène eSport ? », sur Jeuxvideo.com, 28 janvier 2016.
101. ↑  (es) « ¿Cómo va el PC? », Edge, no 11,‎ mars 2007, p. 71 (lire en ligne).
102. ↑  (en) Christopher W. Totten, Level Design : Processes and Experiences, CRC Press, 2017, 408 p. (ISBN 978-1-315-31340-5, lire en ligne), p. 133.
103. ↑  (en) Nick Kolan, « 10 Wonders of the Gaming World », sur IGN, 10 décembre 2008.
104. ↑  (en) Jim Rossignol, « Looping The Loop: A Chat(mania) With Nadeo », sur Rock, Paper, Shotgun, 27 septembre 2011.
105. ↑  (en) Michael McWhertor, « Ubisoft Buys TrackMania Developers Nadeo », sur Kotaku, 5 octobre 2009.
106. ↑  « Pascal Herold », sur Première.
107. ↑  Rédaction, « 95ème - TrackMania / PC (2003) », sur Jeuxvideo.com, 4 mars 2011.
108. ↑  « Chronique vidéo Chronique : Top 10 des meilleurs éditeurs de niveaux », sur Jeuxvideo.com, 28 février 2018.